# Simone Weimans

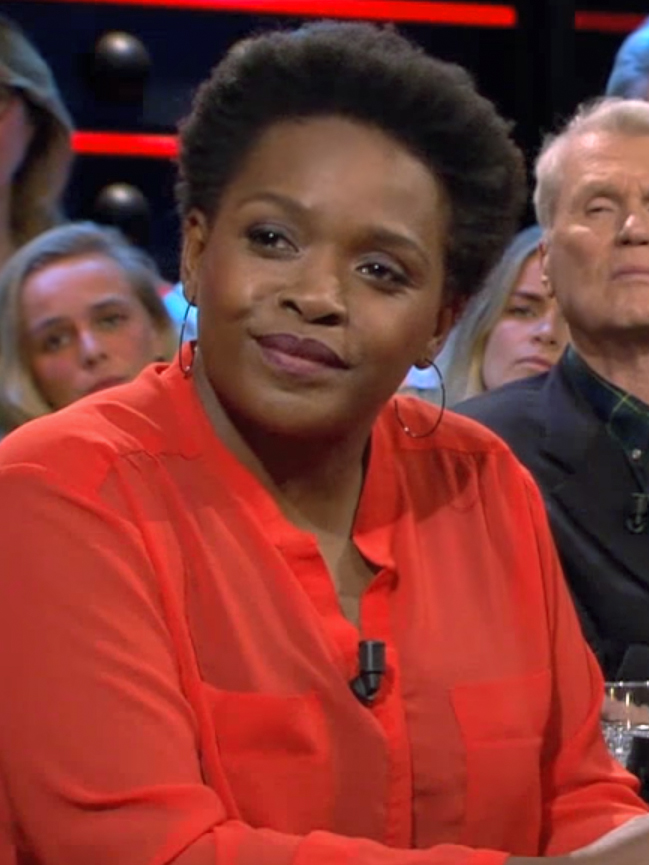
Simone Weimans, 2017

Simone Weimans (* 23. November 1971 in Rotterdam) ist eine niederländische Nachrichtensprecherin. Weimans familiäre Wurzeln liegen in Suriname. Ihre Schwester Marga ist eine Modedesignerin in Rotterdam.

## Karriere
Erste Erfahrungen mit Medien machte sie, zusammen mit ihrer Schwester Marga, als 12-jährige Schauspielerin in dem 86-minütigen Experimentalfilm Voro-Nova von 1984 (Regie: Dirk Rijneke und Mildred Van Leeuwaarden).
Während ihres Studiums der Kommunikationswissenschaften an der Universiteit van Amsterdam arbeitete sie bereits beim Auslandsrundfunk Wereldomroep. Nachdem sie das Studium 1998 abgeschlossen hatte, ging sie zur Rundfunkgesellschaft VARA. Zunächst arbeitete sie als Berichterstatterin und Redakteurin für verschiedene Sendungen auf NPO Radio 1 und NPO Radio 5, später auch als Moderatorin. Sendungen, die Weimans neben anderen moderierte waren das Gesellschaftsprogramm Halte 747, die Nachrichtensendung De Ochtenden und dass Verbrauchermagazin Radio Kassa.
Später übernahm sie Tätigkeiten des Voiceover auf Nederland 3, der Investigativsendung Zembla und mehrere andere Sendungen des öffentlich-rechtlichen Rundfunks. In der Sendung Dichtbij Nederland (Hintergrundgespräche, Interviews) erschien sie zum ersten Mal im Fernsehen. Später moderierte sie auf einem digitalen Themenkanal das Verbrauchermagazin Consumenten24. Danach wurde Weimans mit der Radio 1-Sendung De Gids.FM betraut, worin sie unter dem Namen Tijdgeest (Zeitgeist) eine Rubrik hatte über die Themen Social Media und Internet.
Weimans ist seit 2011 Moderatorin des NOS Journaal. Seit November 2017 übernimmt sie freitags die Moderation der täglichen NPO Radio 1-Sendung Met het Oog op Morgen (dt.: Mit dem Auge[nmerk] auf Morgen). 
Am 9. Januar 2016 versäumte es ein Techniker des NOS, die misslungene Aufnahme der 13-Uhr-Ausgabe des NOS-Journaals, die von Weimans präsentiert wurde, aus dem guten Filmmaterial herauszuschneiden. Diese verunglückte Aufzeichnung fand sich somit in der hauseigenen Mediathek wieder und anschließend auf YouTube.
2018 nahm die Journalistin teil an der Spielshow Wie is de Mol? Kurz vor dem Finale schied sie aus. Im Jahr 2022 sprach Weimans die niederländische Stimme von Callisto Mal im Animationsfilm Strange World der Walt Disney Animation Studios.
Im gleichen Jahr nahm sie zusammen mit Paul de Leeuw teil am ländlichen Realityformat Boerderij van Dorst (Ausstrahlung am 20. November 2022).